# TV2 Kids
TV2 Kids (dawniej Kiwi TV) – węgierski kanał telewizyjny adresowany do dzieci. Został uruchomiony w 2016 r. jako Kiwi TV; od 2020 r. funkcjonuje pod nazwą TV2 Kids.